# ميغيل أنخيل سانشيز لوبيز
ميغيل أنخيل سانشيز لوبيز (بالإسبانية: Miguel Ángel Sánchez López)‏ هو لاعب كرة قدم نيكاراغوي، ولد في 2 يوليو 1980 في سوموتو، نيكاراغوا ‏ في نيكاراغوا. شارك مع منتخب نيكاراغوا لكرة القدم. أما مع النوادي، فقد لعب مع Matagalpa FC ‏.

## وصلات خارجية
- ميغيل أنخيل سانشيز لوبيز على موقع الاتحاد الدولي (مؤرشف)  (الإنجليزية)
- ميغيل أنخيل سانشيز لوبيز على موقع ناشيونال فوتبول تيمز (الإنجليزية)